# Reencuentro (álbum de José José)
Reencuentro es el decimoprimer álbum de estudio del cantante mexicano José José, fue publicado el 15 de junio de 1977 y el primero lanzado bajo Ariola. Con esta grabación, realizada en los estudios Music Center, ubicados en Londres, Inglaterra, logra retornar a la cima del éxito, contando con la participación de grandes compositores, como: Juan Carlos Calderón, Rafael Pérez Botija, Roberto Cantoral, Manuel Alejandro, etc. 
Además, el propio intérprete debuta como compositor, con el tema "Si alguna vez". De este disco convierte en éxitos temas como "Gavilán o paloma", "Buenos días, amor" y "Amar y querer", con la cual obtiene Discos de Oro y de Platino.
En el CD y en el formato streaming, el intro de «Si Alguna vez»  fue recortado erróneamente, y posteriormente la frase donde dice "verás que ya no llorarás y reinará, eliminaron (y reinará) para copias posteriores de dicho álbum, en el single "gavilán o paloma" viene completa dicha canción y durante las primeras copias del disco viene también completa, después aplicaron los cortes maleditados por la disquera, errores que arrastró hasta los días actuales. Cabe mencionar que la canción "como ser diferente" en algunas copias del disco viene con duración de 3'38" y otras con 3'22". 
Los sencillos del álbum, «Gavilán o paloma» y «Gotas de fuego», fueron certificados cuádruple platino, y platino+oro por la Asociación Mexicana de Productores de Fonogramas y Videogramas en octubre de 2022, 45 años después de su lanzamiento.
Entre las canciones destaca el tema "Gotas de Fuego"  con su historia basada en el  noviazgo y matrimonio del orquestista,autor y productor Ramón Farran Sánchez con Lucía Graves .
La historia  comenzó cuando Lucía y Ramón tuvieron una discusión, desde ese momento, Ramón decidió irse al mar para calmar sus ansias.Aunque estuvieran separados por una pelea,Ramón decidió mandarle una carta a Lucía con la frase:"Tu silencio es mi tortura, amor vuelve a mí". Días después,Lucía le respondería la misiva con la frase:"en el bosque veo el mar, y el mar es hierba,la noche, dia y cuando llueva, gotas de fuego".Así se crearía esta canción que conmovería a muchas generaciones y a la juventud.
Dato curioso: 
"Gavilán o paloma" anteriormente la grabó el cantautor Pablo Abraira a fines de 1976.

## Lista de canciones[2]
1. «Recuerdos»² - 4:02 (Roberto Cantoral)
2. «Buenos días, amor»² - 3:42 (Juan Carlos Calderón)
3. «Solo tú»² - 4:12 (Israel)
4. «Te canto sólo a ti»³ - 3:16 (Guillermo Ruiz)
5. «Cómo ser diferente»² - 3:35 (Daniel López)
6. «Gavilán o paloma»² - 4:09 (R. Pérez Botija)
7. «Si alguna vez»² - 3:48 (José José)
8. «Si no eres tú»³ - 2:57 (Guillermo Ruiz)
9. «Amar y querer»³ - 3:54 (Manuel Alejandro)
10. «Gotas de fuego»² - 4:47 (Ramón Farrán)

## Créditos y personal[2]
- José José - Voz
- Tom Parker² - Dirección y arreglos en pistas 1, 2, 3, 5, 6, 7, 9 y 10.
- Ramón Farrán Sánchez³ - Dirección y arreglos en pistas 4 y 8.
- Ramón Farrán Sánchez - Producción y realización²³.
- Alberto Reyna - Diseño